# Adrian Pereira
Adrian Pereira (Stavanger, 1999. augusztus 31. –) norvég korosztályos válogatott labdarúgó, a Rosenborg hátvédje.

## Pályafutása

### Klubcsapatokban
Az ifjúsági pályafutását a helyi Stavanger csapatában kezdte, majd a Viking akadémiájánál folytatta.
2017-ben mutatkozott be a Viking első osztályban szereplő felnőtt keretében. 2020-ban a görög PAÓK-hoz igazolt. 2021. augusztus 25-én 4½ éves szerződést kötött a Rosenborg együttesével. Először a 2021. augusztus 29-ei, Viking ellen 2–1-re elvesztett mérkőzés 78. percében, Olaus Skarsem cseréjeként lépett pályára. Első gólját 2022. május 26-án, a Haugesund ellen hazai pályán 3–3-as döntetlennel zárult találkozón szerezte meg.

### A válogatottban
Pereira 2019-ben tagja volt a norvég U21-es válogatottnak. Először a 2019. június 7-ei, Svédország ellen 3–1-re elvesztett barátságos mérkőzés 90. percében, Martin Vinjort váltva lépett pályára.

## Statisztikák
2023. április 10. szerint
| Klub      | Szezon   | Osztály             | Bajnokság | Bajnokság | Kupa  | Kupa | Nemzetközi | Nemzetközi | Összesen | Összesen |
| Klub      | Szezon   | Osztály             | Meccs     | Gól       | Meccs | Gól  | Meccs      | Gól        | Meccs    | Gól      |
| --------- | -------- | ------------------- | --------- | --------- | ----- | ---- | ---------- | ---------- | -------- | -------- |
| Viking    | 2017     | Eliteserien         | 1         | 0         | 0     | 0    | —          | —          | 1        | 0        |
| Viking    | 2019     | Eliteserien         | 17        | 2         | 3     | 0    | —          | —          | 20       | 2        |
| Viking    | 2020     | Eliteserien         | 15        | 2         | 0     | 0    | —          | —          | 15       | 2        |
| Viking    | Összesen | Összesen            | 33        | 4         | 3     | 0    | 0          | 0          | 36       | 4        |
| PAÓK      | 2020–21  | Super League Greece | 10        | 0         | 2     | 0    | —          | —          | 12       | 0        |
| Rosenborg | 2021     | Eliteserien         | 2         | 0         | 0     | 0    | —          | —          | 2        | 0        |
| Rosenborg | 2022     | Eliteserien         | 21        | 2         | 2     | 1    | —          | —          | 23       | 3        |
| Rosenborg | 2023     | Eliteserien         | 1         | 1         | 1     | 0    | —          | —          | 2        | 1        |
| Rosenborg | Összesen | Összesen            | 24        | 3         | 3     | 1    | 0          | 0          | 27       | 4        |
| Összesen  | Összesen | Összesen            | 67        | 7         | 8     | 1    | 0          | 0          | 75       | 8        |

## Sikerei, díjai
Viking
- Norvég Kupa
  - Győztes (1): 2019

PAÓK
- Görög Kupa
  - Győztes (1): 2020–21